# スノードロップ (テレビドラマ)
『スノードロップ』（朝: 설강화: snowdrop）は、2021年12月18日から2022年1月30日までJTBCで放送された韓国のテレビドラマ。 テレビドラマは、一部の地域のDisney+で視聴可能。

## 概要
1987年に発生した民主化運動から民主化宣言を背景に、韓国の女子大生と北朝鮮のスパイが繰り広げるヒューマンラブストーリー。

## 出演

### 主要人物
イム・スホ / リ・テサン
演 - チョン・ヘイン、日本語吹替 - 閻子丹
主人公。北朝鮮の工作員。ヨンロに惹かれる。
ウン・ヨンロ
演 - ジス (BLACKPINK)、日本語吹替 - 北原沙弥香
ヒロイン。ホス女子大学英語学科専攻。スホと恋に落ちる。
カン・チョンヤ
演 - ユ・インナ、日本語吹替 - 宇田川紫衣那
大学病院外科医。
イ・ガンム
演 - チャン・スンジョ、日本語吹替 - 手塚ヒロミチ
国家安全企画部1チーム長。
ピ・スンヒ
演 - ユン・セア、日本語吹替 - 小林綾子
ホス女子大学寮の寮長。
ケ・ブノク
演 - キム・ヘユン、日本語吹替 - 美山加恋
ホス女子大学寮の電話交換手。
チャン・ハンナ
演 - チョン・ユジン、日本語吹替 - 瀬戸麻沙美
国家安全企画部1チームの要員。

## 備考
- 本ドラマに登場している民主化の歴史を歪めて描き、民主化運動を弾圧したとされる政府の国家安全企画部（現・大韓民国国家情報院）やスパイなどを美化しており、これらによる拷問や殺害された人々を含む民主化運動の支持者を侮辱しているとして、放送開始前から批判が殺到。本ドラマの協賛スポンサーの一部も降板する事態になっている[6][7]。韓国大統領府が開設している国民からの請願を受け付けている掲示板でも本ドラマの打ち切りを求める請願（署名運動）に36万人以上が参加している[6][7]。
- これに対して制作陣は放映初期誤解できる部分があるだけで、全体ドラマを見れば絶対民主化運動を歪曲したり、毀損することではないことが分かるとし、以後5回まで分量を一度に解くこともした。実際ドラマを見ると内容自体は運動圏の学生たちが主助演で軍事政権に批判的な内容が多く出てくる方だ。
- これに対して一部の評論家たちは大きくヒットした韓流ドラマ愛の不時着を参考にまた別の南北ラブストーリー物を描こうとしたが、詳細設定で若干のミスがあったという批判もした。
- 本ドラマにヨ・ジョンミン役で出演していたキム・ミスが放送期間中の2022年1月5日に死去したため、遺作となった[8]。
- 本ドラマを制作しているJTBCは2022年2月5日に予定していた番組終了日を6日間繰り上げ、同年1月30日にすることを同月21日に発表した。同月30日に放送を予定している15話に続いて、最終回である16話も放送するとしている[3]。